# Вілсон (Оклахома)
Вілсон (англ. Wilson) — місто (англ. city) в США, в окрузі Картер штату Оклахома. Населення — 1399 осіб (2020).

## Географія
Вілсон розташований за координатами 34°10′7″ пн. ш. 97°25′37″ зх. д. / 34.16861° пн. ш. 97.42694° зх. д. (34.168547, -97.426899).  За даними Бюро перепису населення США в 2010 році місто мало площу 14,72 км², з яких 14,69 км² — суходіл та 0,03 км² — водойми.

## Демографія
Згідно з переписом 2010 року, у місті мешкали 1724 особи в 657 домогосподарствах у складі 455 родин. Густота населення становила 117 осіб/км².  Було 769 помешкань (52/км²).
Расовий склад населення:
| - 86,8 % — білих - 7,0 % — корінних американців - 0,2 % — чорних або афроамериканців - 0,2 % — азіатів - 0,1 % — вихідців з тихоокеанських островів |

До двох чи більше рас належало 5,0 %. Частка іспаномовних становила 3,1 % від усіх жителів.
За віковим діапазоном населення розподілялося таким чином: 27,6 % — особи молодші 18 років, 54,2 % — особи у віці 18—64 років, 18,2 % — особи у віці 65 років та старші. Медіана віку мешканця становила 36,5 року. На 100 осіб жіночої статі у місті припадало 91,6 чоловіків;  на 100 жінок у віці від 18 років та старших — 88,7 чоловіків також старших 18 років.
Середній дохід на одне домашнє господарство  становив 49 268 доларів США (медіана — 41 875), а середній дохід на одну сім'ю — 55 925 доларів (медіана — 48 173). Медіана доходів становила 40 000 доларів для чоловіків та 28 482 долари для жінок. За межею бідності перебувало 17,9 % осіб, у тому числі 23,2 % дітей у віці до 18 років та 15,9 % осіб у віці 65 років та старших.
Цивільне працевлаштоване населення становило 621 осіб. Основні галузі зайнятості: роздрібна торгівля — 14,5 %, освіта, охорона здоров'я та соціальна допомога — 14,2 %, сільське господарство, лісництво, риболовля — 12,1 %, мистецтво, розваги та відпочинок — 11,6 %.